# Astra (öl)

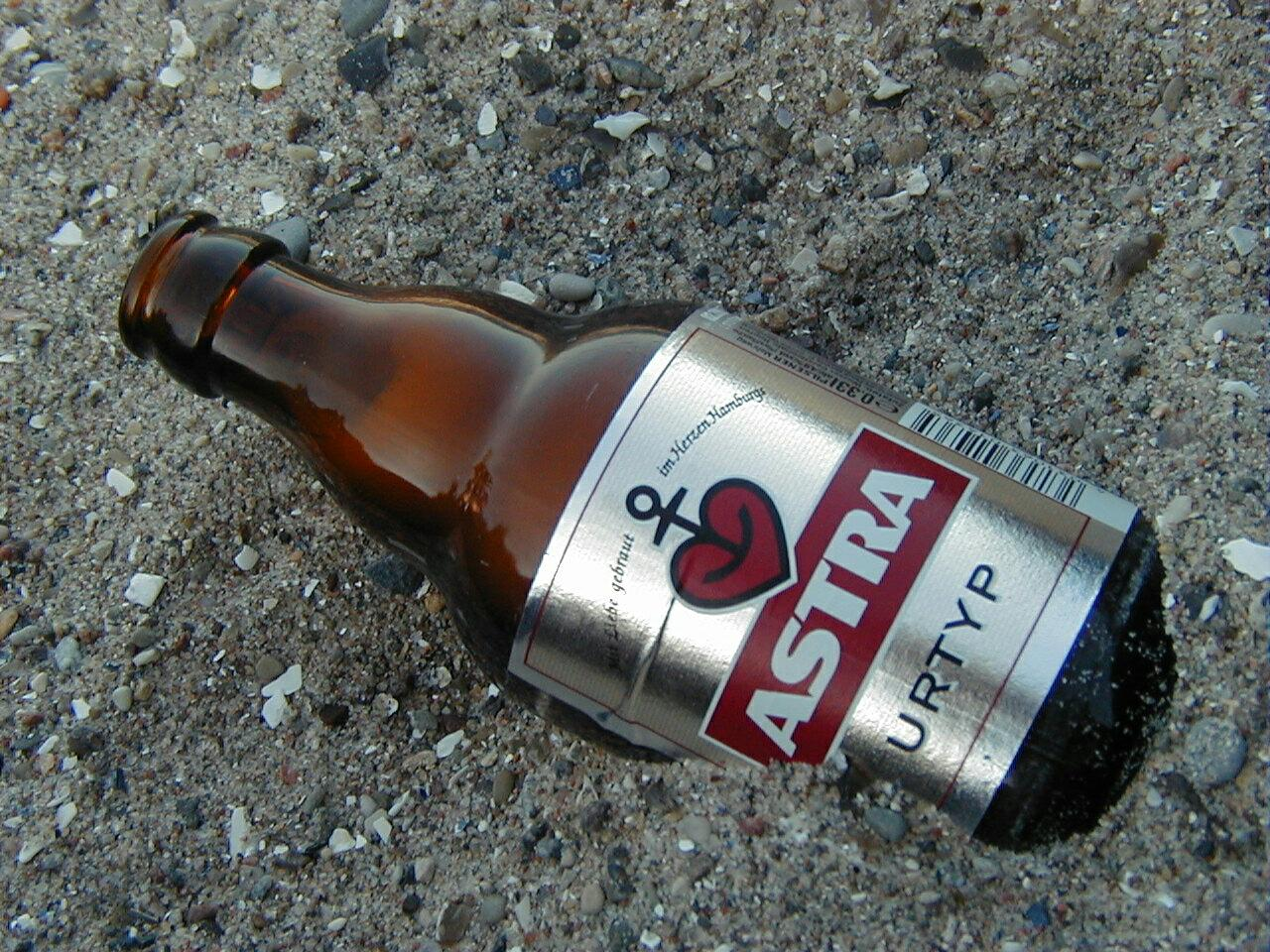

Astra är ett ölmärke producerat av Carlsberg. Astras sammankoppling med Hamburgs livligare distrikt har givit ölet en kulturstämpel och den seglarinspirerade logotypen med ett hjärta och ett ankare är numera ett känt varumärke världen över.
Öl under namnet Astra började produceras 1909.
Astra var fram till 2003 producerat av Bayern St Pauli Brewery och bryggdes i Hamburg. Verksamheten köptes av Holsten-Brauerei AG, som i sin tur ägdes av Carlsberg. Omorganisation ledde till att Holsten Brauerei AG 2014 upplöstes och produktionen samlades i Carlsberg Deutschland.